# برنارد غراهام
برنارد غراهام (27 أكتوبر 1922 في نيوزيلندا - 14 يونيو 1992) (بالإنجليزية: Bernard Graham)‏ هو لاعب كريكت نيوزلندي.

## وصلات خارجية
- برنارد غراهام على موقع إي آس بي آن كريك إنفو (الإنجليزية)